# ناحیه مصطفی بن ابراهیم
ناحیه مصطفی بن ابراهیم (به عربی: دائرة مصطفی بن إبراهیم) یک ناحیه در الجزایر است که در استان سیدی بلعباس واقع شده‌است.